# أمبارو أريباتو
```
أمبارو راموس كوريا
 (30 ديسمبر 1944 - 15 مارس 2004) 
راقصة
 
كولومبية
 معروفة كإحدى مشاهير فيريا دي كالي وكراقصة للعديد من الموسيقيين 
اللاتينيين
 المشهورين. كانت تدعى «أمبارو أريباتو» (أريباتو هي كلمة 
إسبانية
 تعني «الغضب») لطريقتها القوية والغاضبة في الرقص القادرة على إثارة المشاعر القوية في كل من الراقصين والمشاهدين.
```

ولدت أمبارو في كالي، كولومبيا، وبرعت في ألعاب القوى عالية السرعة وكرة السلة. في وقت لاحق أصبحت الراقصة الأكثر شعبية في معرض سانتياغو دي كالي السنوي. 

بدأ ظهورها كراقصة في الستينيات من القرن الماضي، وذلك بفضل اعتراف بيريز برادو، «ملك مامبو»،  الذي دعاها للانضمام إلى مجموعته الراقصة.

بعد ذلك، زادت أغنية البورتو ريكا ريتشي راي وبوبي كروز من بورتوريكو  شهرتها عندما أصدروا ألبومهم أغيوزيت عام 1970 الذي يحتوي على النغمة المعروفة «أمبارو أريباتو»، التي سميت بهذا الاسم تكريمًا للراقصة البالغة من العمر 23 عامًا.

توفيت أمبارو بنوبة قلبية في مستشفى في كالي عن عمر يناهز 59 عامًا.

## روابط خارجية
- أمبارو أريباتو على موقع فايند أغريف
- YouTube - Amparo Arrebato, performed by Richie Ray and Bobby Cruz